# Girella nebulosa
Girella nebulosa är en fiskart som beskrevs av William Converse Kendall och Lewis Radcliffe 1912. Girella nebulosa ingår i släktet Girella och familjen Kyphosidae. Inga underarter finns listade i Catalogue of Life.